# Western & Southern Open 2014
Das Western & Southern Open 2014 ist der Name eines Tennisturniers der WTA Tour 2014 für Damen sowie eines Tennisturniers der ATP World Tour 2014 für Herren, welche zeitgleich vom 11. bis zum 17. August 2014 in Mason, Ohio bei Cincinnati stattfanden.

## Herrenturnier
→ Qualifikation: Western & Southern Open 2014/Herren/Qualifikation

## Damenturnier
→ Qualifikation: Western & Southern Open 2014/Damen/Qualifikation